# Liste von Krankenhäusern in Hagen
Diese Liste der Krankenhäuser in Hagen führt die aktuellen Krankenhäuser in Hagen, Nordrhein-Westfalen, auf.

## Liste
| Name                                                 | Lage    | Eröffnung | Bemerkungen | Bild |
| ---------------------------------------------------- | ------- | --------- | --- | ---- |
| Evangelisches Krankenhaus Hagen-Haspe                | Haspe   | 1889      | Träger: Evangelisches Krankenhaus Hagen-Haspe gGmbH, Tochtergesellschaft der Evangelischen Stiftung Volmarstein. |      |
| VAMED Klinik Hagen-Ambrock                           | Ambrock |           | [ 1 ] |      |
| Zentrum für Seelische Gesundheit Elsey               | Elsey   |           | [ 2 ] |      |
| St.-Josefs-Hospital - Katholisches Krankenhaus Hagen |         |           | [ 3 ] |      |
| Agaplesion Allgemeines Krankenhaus Hagen             |         |           | [ 4 ] |      |
| AWO Fachklinik Im Deerth                             |         |           | Maßregelvollzugsklinik                                                                                           |      |
| Haus Hohenlimburg                                    |         |           | psychotherapeutische Einrichtung für Kinder, Jugendliche und junge Erwachsene                                    |      |
| Volmeklinik                                          |         |           | Maßregelvollzugsklinik                                                                                           |      |